# Distretto di Kalynivka
Il distretto di Kalynivka (in ucraino Калинівський район?, Kalynivs'kyj raion) era un distretto dell'Ucraina situato nell'oblast' di Vinnycja; aveva per capoluogo Bar e contava 59.669 abitanti (dato 2012). È stato soppresso con la riforma amministrativa del 2020.

## Geografia antropica
Il distretto era suddiviso in una città e 28 comuni rurali. Tra parentesi è indicata la popolazione al censimento 2001.

### Città
- Kalynivka (20.546 abitanti)